# استلان بنگسون
استلان بنگسون (انگلیسی: Stellan Bengtsson؛ زادهٔ ۲۶ ژوئیهٔ ۱۹۵۲) یک بازیکن تنیس روی میز اهل سوئد است. 
وی در مسابقات کشوری و بین‌المللی در مجموع برنده ۱۰ مدال طلا، ۵ مدال نقره، ۶ مدال برنز شده‌است.